# Jean-Paul Huchon
Pour les articles homonymes, voir Huchon.
Jean-Paul Huchon, né le 29 juillet 1946 dans le 1er arrondissement de Paris, est un haut fonctionnaire (administrateur civil) et homme politique français, maire de Conflans-Sainte-Honorine de 1994 à 2001 et président du conseil régional d'Île-de-France de 1998 à 2015.

## Biographie

### Jeunesse et études

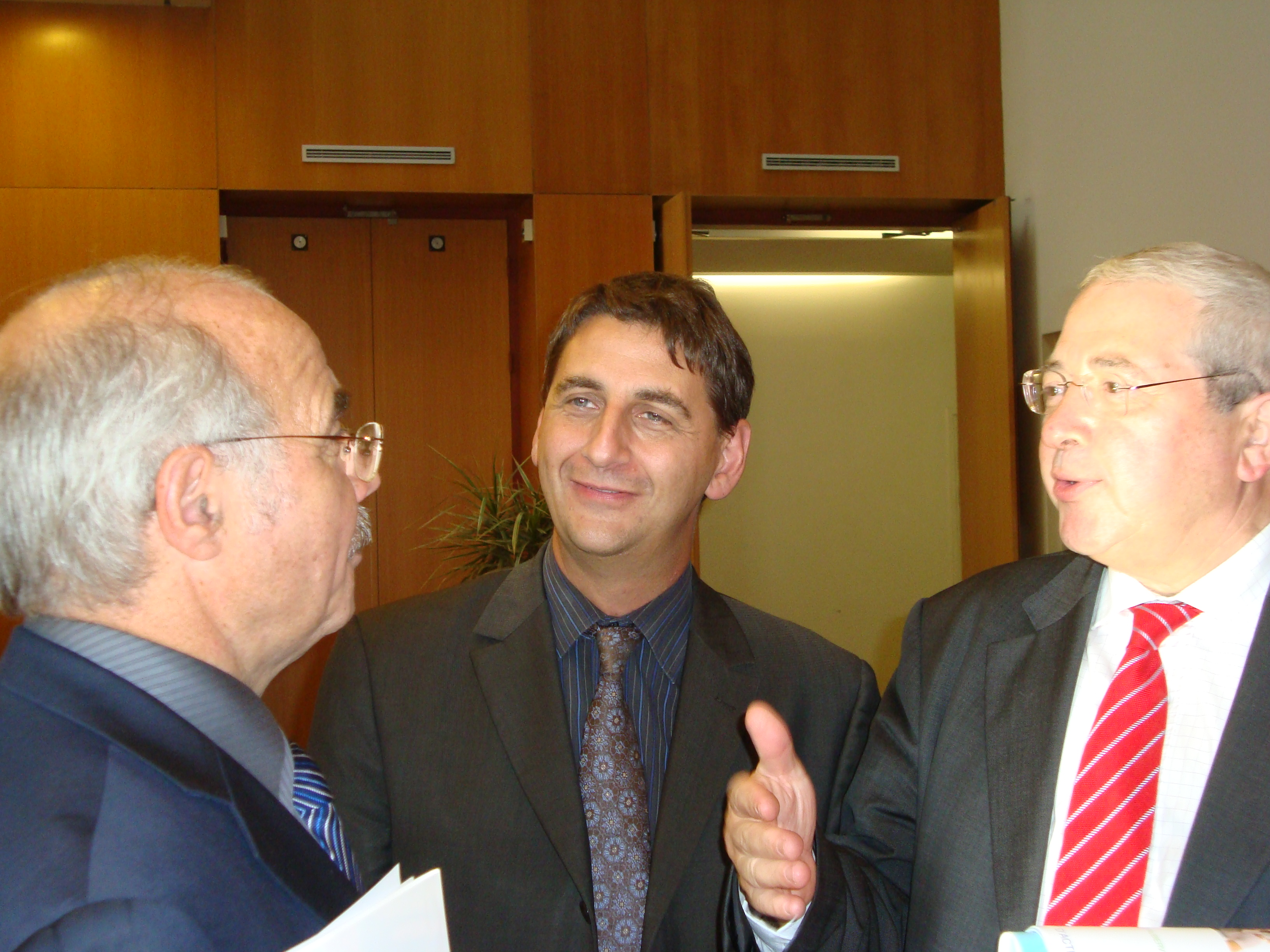
Jacques Salvator, Daniel Goldberg et Jean-Paul Huchon à Aubervilliers en 2009.

Jean-Paul Huchon nait d'un père instituteur à Paris, à l'école de la rue Patay. Son grand-père est un proche de Marc Sangnier. Il est d'abord élève au lycée Rodin, à Paris, avant d'entrer à l'Institut d'études politiques de Paris (promotion 1967, section Service Public) puis à l'École nationale d'administration (promotion Thomas-More avec Jean-Louis Bianco, Michel Bon, Claude Guéant, Jacques Graindorge, Alain Richard, François d'Aubert et Jean-Claude Trichet).
Il conserve de sa jeunesse une passion pour le rock (de Led Zeppelin à Coldplay en passant par les groupes Magazine et New York Dolls).
Il est le père du journaliste Thomas Huchon, né en septembre 1981, issu de son mariage avec Odile Vadot, administrateur civil. Odile Vadot avait été élue de 1976 à 1990 au conseil général des Yvelines.
Il fait ses débuts politiques auprès de Michel Rocard.
Il entre, en 1971, comme administrateur civil, à la direction du Budget du ministère des Finances. Puis il rejoint la direction des relations internationales du ministère du Travail et des Affaires sociales en 1975. Il revient, de 1978 à 1981, à la direction du Budget comme chef du bureau agriculture et communautés européennes.
À l'arrivée de la gauche au pouvoir, il accompagne Michel Rocard, de 1981 à 1985, comme directeur de cabinet, au Plan, puis à l'Agriculture.
En 1985, il est nommé directeur général de la Caisse nationale du Crédit agricole, puis conseiller du président, avant d'en être écarté, en 1986, par Édouard Balladur, ministre de l'Économie et des Finances. Il devient ensuite DG adjoint du holding Exor (Agro-alimentaire et foncier) de la famille Mentzelopoulos.
Il suit à nouveau Michel Rocard, nommé Premier ministre en 1988, comme directeur de cabinet jusqu'en 1991. Après quoi il devient proche collaborateur de l'homme d'affaires François Pinault, puis vice-président du cabinet de chasseurs de têtes Progress Associés jusqu'en 1998.
Membre du PSU, puis du PS depuis 1970, il est d'abord maire-adjoint de Michel Rocard à Conflans-Sainte-Honorine de 1977 à 1994, avant de lui succéder de 1994 à 2001.
Lors des élections législatives de 1997, candidat du Parti socialiste dans la 7e circonscription des Yvelines, il est battu par Pierre Cardo avec 47,44 % des voix, comme l'avait été précédemment Michel Rocard en 1993.

### Présidence du conseil régional d'Île-de-France
Lors des élections régionales de 1998, Dominique Strauss-Kahn, alors ministre de l'Économie et des Finances, mène la liste socialiste en Île-de-France. Néanmoins, il préfère rester au gouvernement plutôt que de prendre la présidence du conseil régional. Jean-Paul Huchon, tête de liste du PS dans les Yvelines, brigue la présidence et est élu. Cependant, lors de son premier mandat, sa majorité est relative face à la droite et au Front national.
En 2001, pour se conformer à la règle de non-cumul à la tête de plusieurs exécutifs, il renonce à son mandat de maire de Conflans-Sainte-Honorine et devient adjoint au maire Philippe Esnol.
En 2003, il est membre du comité d'orientation scientifique de l'association « À gauche, en Europe » fondée par Michel Rocard et Dominique Strauss-Kahn.
En 2004, il est réélu président de la région Île-de-France face à la liste RPR-UDF de Jean-François Copé et André Santini. À partir de 2007, sa révision du schéma directeur de la région Île-de-France rencontre l'opposition du gouvernement et du projet « Grand Paris » de  Christian Blanc.
En 2008, dans Le Figaro, il affirme ses idées réformistes, appelant le PS à rompre avec la « doctrine marxiste ».

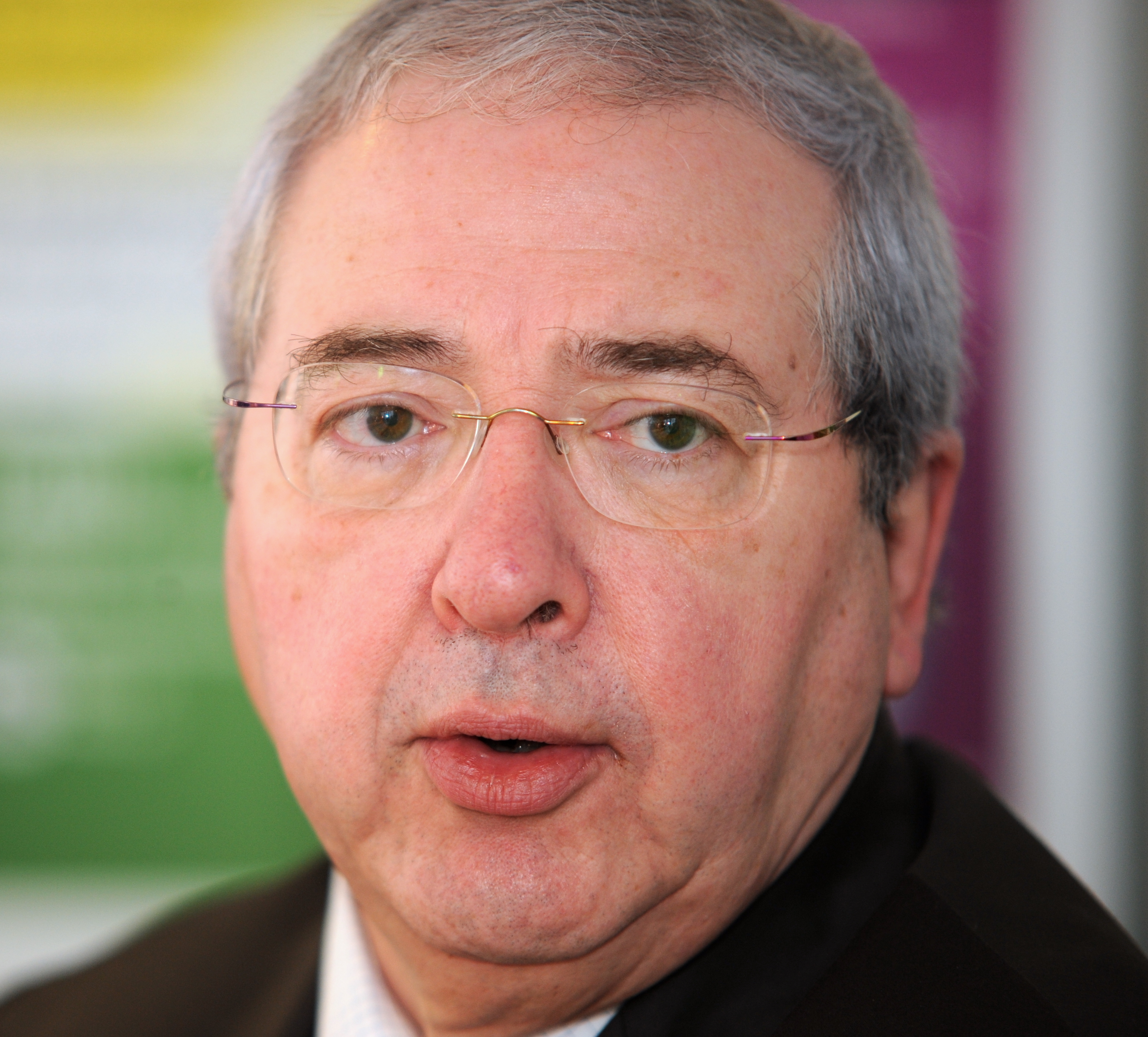
Jean-Paul Huchon, le 18 février 2010 à Paris.

Pour les élections régionales françaises de 2010, un accord de rassemblement de la gauche (PS, EELV et FDG) est conclu entre les deux tours de l'élection incluant la suppression des 8 zones du réseau de transport francilien,.
En 2011, ses comptes de campagne sont retoqués par le Conseil d'État qui le condamne à rembourser 1,6 million d'euros, sans pour autant annuler son élection.
Entre 1998 et 2012, il double le nombre d'organismes parapublics au conseil régional, ce qui est critiqué par l'opposition UMP et même au sein de sa majorité de gauche,.
Le 18 février 2013, Jean-Paul Huchon est nommé membre du conseil d’administration de la Banque publique d'investissement.
En 2014, il est attaqué par Valérie Pécresse, présidente du groupe UMP, sur la fin du contrôle a priori des subventions de moins de 50 000 euros accordés par la région, notamment : « 15 000 euros pour mobiliser un collectif de chômeurs grâce à une création théâtrale […], 9 200 euros pour renforcer la scène mauritanienne des musiques actuelles, 20 000 euros pour animer et dynamiser la culture cinématographique en Mauritanie, 14 000 euros pour aménager une fosse d'orchestre au centre culturel Yabous de Jérusalem, 8 438 euros pour une association qui lutte contre l'éloignement des conjoints de Français en situation irrégulière, 8 000 euros pour renforcer la visibilité des artistes tunisiens dans leur pays et à l'international ; 22 820 euros dans le cadre du projet Voyage à travers l'Europe initié par l'association le Moove pour l'envoi de dix jeunes non francophones résidant en Seine-Saint-Denis à Bruxelles, "lieu idéal pour se confronter à la pratique du français" ».
En janvier 2015, son souhait de se présenter à un quatrième mandat à la présidence de la région se heurte à la volonté de sa première vice-présidente, la socialiste Marie-Pierre de La Gontrie, d'être également candidate puis du président de l'Assemblée nationale, Claude Bartolone, début mai 2015. Une primaire socialiste devant les départager, le 28 mai 2015, n'aura finalement pas lieu, Marie-Pierre de La Gontrie se désistant pour Claude Bartolone,.

### Après la région
Jean-Paul Huchon est pressenti pour remplacer Pierre Cardo, en juillet 2016, à la tête de l'Autorité de régulation des activités ferroviaires et routières (Arafer). Mais étant déjà membre du conseil de surveillance de la SNCF, il ne présente pas les garanties d'indépendance suffisantes et le gouvernement renonce à présenter sa candidature.
En 2016, à 69 ans, il devient professeur adjoint à HEC Paris où il enseigne les institutions et la gouvernance publique.
Il soutient Emmanuel Macron à l'élection présidentielle de 2017. Au second tour des élections régionales de 2021 en Île-de-France, il apporte son soutien à la présidente sortante de droite, Valérie Pécresse, face aux listes EELV-PS-LFI-PCF, qualifiant Audrey Pulvar de « mauvaise », Julien Bayou d’« extrémiste » et dénonçant « les outrances des Insoumis »,.

## Détail des mandats et fonctions
- 1994-2001 : maire de Conflans-Sainte-Honorine
- 2001-2008 : adjoint au maire de Conflans-Sainte-Honorine (Philippe Esnol) ; puis conseiller municipal de 2008 à 2014
- 1998-2015 : président du conseil régional d'Île-de-France
- 2013-2015 : administrateur de la Banque publique d'investissement (représentant des régions)
- Membre du conseil d'administration de l'ESPCI ParisTech[27]

## Affaires judiciaires

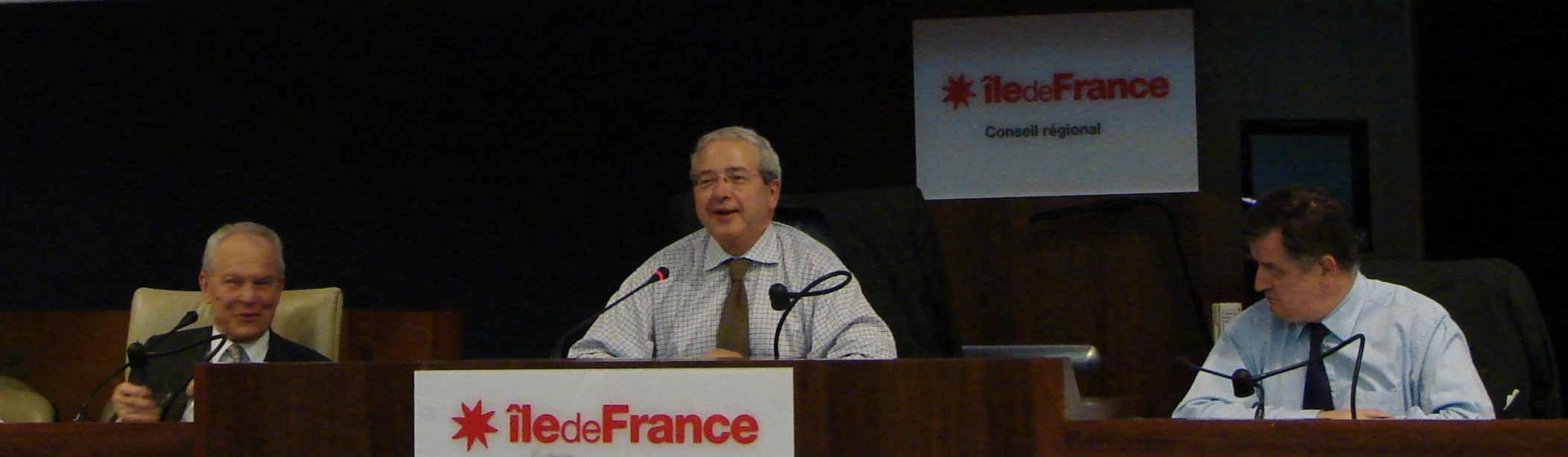
Au Forum des PME en 2009.

### Emplois fictifs
En novembre 2004, après l'envoi d'une lettre anonyme sur l'existence d'emplois fictifs au conseil régional d'Île de France, il est jugé avec son épouse, Dominique Le Texier, pour prise illégale d'intérêts dans des marchés publics passés en 2002 et 2003 entre le conseil régional et les sociétés de communication Image Publique, Sertis et LM Festivals employant Dominique Le Texier,. Le 20 février 2007, il est condamné à 6 mois de prison avec sursis, 60 000 euros d'amende et un an d'inéligibilité par le tribunal correctionnel de Paris. Le 21 novembre 2008, la peine est confirmée en appel, hormis l'inéligibilité.

### Subvention à Green lotus
Le 26 juin 2024, Jean-Paul Huchon est condamné à huit mois de prison avec sursis et 10 000 euros d'amende et un an d'inéligibilité pour prise illégale d’intérêts, pour avoir fait attribuer par la région Île-de-France une subvention de 60 000 euros à l'association « Green lotus », en cachant aux élus du conseil régional qu’elle était présidée par Jean-Marc Brûlé, membre EÉLV de la majorité le soutenant au sein de cette assemblée,.

## Synthèse des résultats électoraux

### Élections législatives
| Année | Parti | Parti | Circonscription | 1er tour | 1er tour | 1er tour | 2d tour | 2d tour | 2d tour | Issue |
| Année | Parti | Parti | Circonscription | Voix     | %        | Rang     | Voix    | %       | Rang    | Issue |
| ----- | ----- | ----- | --------------- | -------- | -------- | -------- | ------- | ------- | ------- | ----- |
| 1997  |       | PS    | 7e des Yvelines | 12 448   | 28,45    | 2e       | 21 813  | 47,44   | 2e      | Battu |

### Élections régionales
Les résultats ci-dessous concernent uniquement les élections où il est tête de liste.
| Année | Liste               | Liste            | Région        | Premier tour | Premier tour | Premier tour | Second tour           | Second tour           | Second tour           | Sièges   |
| Année | Liste               | Liste            | Région        | Voix         | %            | Rang         | Voix                  | %                     | Rang                  | Sièges   |
| ----- | ------------------- | ---------------- | ------------- | ------------ | ------------ | ------------ | --------------------- | --------------------- | --------------------- | -------- |
| 1998  |                     | Gauche plurielle | Île-de-France | 1 124 862    | 35,23        | 1er          | Scrutin proportionnel | Scrutin proportionnel | Scrutin proportionnel | 86 / 209 |
| 2004  | PS - LV - PRG - MRC | 1 170 453        | Île-de-France | 31,95        | 1er          | 1 923 139    | 49,16                 | 1er                   | 130 / 209             |          |
| 2010  | PS - PRG - MRC      | 729 898          | Île-de-France | 25,26        | 1er          | 1 720 993    | 56,69                 | 1er                   | 142 / 209             |          |

## Distinctions
- Officier de la Légion d'honneur
- Chevalier de l'ordre national du Mérite
- Chevalier de l'ordre du Mérite agricole

## Travaux et publications
- 1972 : Le Marché commun contre l’Europe (sous le pseudonyme de Daniel Lenègre, avec Bernard Jaumont et Michel Rocard), Paris, Le Seuil
- 1993 : Jours tranquilles à Matignon, Paris, Grasset
- 2002 : La Montagne des Singes, Paris, Grasset
- 2005 : Ceux qui aiment ne peuvent pas perdre, Paris, Plon
- 2008 : De battre ma gauche s'est arrêtée, conversations avec Denis Jeambar, Paris, Le Seuil
- 2017 : C'était Rocard, (préface d'Emmanuel Macron, avec Xavier Panon), Paris, L'Archipel